# 2486 Metsahovi
2486 Metsahovi је астероид главног астероидног појаса чија средња удаљеност од Сунца износи 2,268 астрономских јединица (АЈ).
Апсолутна магнитуда астероида је 12,4.